# Yangwang U9
Yangwang U9 (кит.: 仰望U9) — електричний суперкар, який виробляє BYD Auto під брендом автомобілів класу люкс Yangwang. U9 є другим автомобілем бренду Yangwang після позашляховика U8, який був офіційно представлений на Auto Shanghai у квітні 2023 року.

## Опис

Вид ззаду

U9 був розроблений німецьким автомобільним дизайнером Вольфгангом Еггером, який раніше був головним дизайнером Alfa Romeo, Audi і Lamborghini і почав працювати в BYD у 2017 році.
U9 був вперше представлений 6 квітня 2023 року та надійшов у продаж у лютому 2024 року.  Масове виробництво офіційно розпочато 16 серпня 2024 року.
У листопаді 2024 року U9 пройшов несертифіковане коло на Нюрбургринзі за 7 хвилин і 17,9 секунди. Він також досяг максимальної швидкості на прямій лінії 391,94 км/год, що зробило його найшвидшим китайським автомобілем у серійному виробництві.

### Технічні характеристики
U9 оснащений чотирма електродвигунами , що забезпечують загальну вихідну потужність 960 кВт (1290 к.с.) і максимальний запас ходу 450 км за циклом випробувань легкових автомобілів у Китаї (CLTC). BYD повідомив, що час розгону 0-100 км/год становить 2,36 секунди, а час драг-рейсу на 1/4 милі (402 м) становить 9,78 секунди.
U9 побудовано з електричною архітектурою 800 В, з максимальною зарядною потужністю постійного струму 500 кВт. Тривалість зарядки від 30% до 80% становить 10 хвилин. U9 також підтримує подвійну зарядку або підключення двох зарядних пристроїв одночасно для збільшення швидкості зарядки.
Як і U8, U9 оснащено системою індивідуального приводу коліс BYD "e 4 " (易四方) , яка дозволяє транспортному засобу перерозподіляти крутний момент між чотирма колесами у разі втрати зчеплення з дорогою або проколу шини на швидкості; і система активної підвіски «DiSus» (云辇) , яка дозволяє індивідуально регулювати кліренс коліс і навіть виконувати короткий вертикальний стрибок .  Активна підвіска складається з трьох різних систем; DiSus-C контролює змінну амортизацію, DiSus-A керує пневматичною підвіскою, а DiSus-P керує гідравлічною системою.  Щодо вертикального стрибка, U9 спочатку зменшиться, а потім підскочить угору, відриваючи всі чотири колеса від землі одночасно.  BYD не оголосила конкретну причину функції стрибка на U9, але функція демонструє систему керування кузовом "DiSus-X".
У серпні 2025 року MIIT опублікував специфікації U9 Track Edition. Він зберігає систему індивідуального приводу на всі колеса, але замінює двигуни на модель TZ240XYA, потужність яких становить 555 кВт кожен, що загалом становить 2977 к.с. (2220 кВт), що робить його найпотужнішим серійним автомобілем, коли-небудь побудованим.  Він оснащений меншими 20-дюймовими колесами, ширина передніх шин яких збільшується з 275  мм до 325  мм, щоб відповідати ширині задніх шин.  Вага збільшується до 2480 кг, а максимальна швидкість становить 350 км/год.